# Ernesto Azzini
Ernesto Azzini (Rodigo, 17 ottobre 1885 – Milano, 14 luglio 1923) è stato un ciclista su strada italiano.
Soprannominato El du meter per la sua statura, fu professionista dal 1907 al 1921 e il primo italiano a vincere una tappa al Tour de France. Era il fratello di Luigi e Giuseppe Azzini.

## Carriera
Si distinse come velocista, correndo per l'Atena, la Legnano e la Stucchi. Vinse due tappe al Giro d'Italia, a Udine nel 1910 e a Pescara nel 1912; fu il primo italiano ad aggiudicarsi una tappa al Tour de France, a Parigi nel 1910. Morì di tisi a soli 38 anni.

## Palmarès
- 1906

Milano-Verona
- 1907

Grand Prix Peugeot
2º al Giro di Lombardia
- 1908

Milano-Verona
3ª tappa Giro di Sicilia (Messina > Catania)
Sanremo-Ventimiglia-Sanremo
Coppa del Re
- 1910

15ª tappa Tour de France (Caen > Parigi)
1ª tappa Giro d'Italia (Milano > Udine)
Coppa Savona
- 1912

3ª tappa Giro d'Italia (Bologna > Pescara)
Campionato di Milano

## Piazzamenti

### Grandi Giri
- Giro d'Italia

1909: 6º
1910: ritirato
1911: ritirato
1912: 6º
1913: ritirato
- Tour de France

1910: 13º
1913: 10º

### Classiche monumento
- Milano-Sanremo

1921: 25º
- Giro di Lombardia

1907: 2º
1909: 6º
1911: 43º